# 代永翼
代永翼（日语：／ Yonaga Tsubasa，1984年1月15日—），日本男性配音員。神奈川縣出生，成長在茨城縣牛久市。A型血。

## 人物介紹
小學六年級左右時，被老師說聲音很有特色，得知聲優這職業後便決定成為聲優。
高中時代參加戲劇社，也有參加過啦啦隊幫『夏天的甲子園』聲援。
2007年，以『王牌投手 振臂高揮』和『機神大戰』兩部作品出道，雖然是出道第一年卻獲得了演出主角和固定角色（原文為レギュラー・regular）的機會。
2008年得到第二屆聲優獎新人男聲優獎（『王牌投手 振臂高揮』三橋廉）。
和梶裕貴共組團體「BRAVE WING」。
2015年5月4日在自己的TWITTER公布與同事務所女聲優西墻由香結婚。
2018年7月18日在自己的TWITTER公布與同事務所女聲優西墻由香已誕下一孩子。
2019年11月18日於個人TWITTER以及經紀公司賢プロダクション的官網上，發表了一則聲明。表示自己2018年年末左右，發生了音聲障礙，直到現在都是一邊抱病一邊參與各式活動以及工作的狀態。但在醫生的建議、以及各方合作單位的理解下，今後將限制工作以及活動的進行。目前參與演出的作品、或者已經發表的活動，以及正在製作中的作品，將會衡量自身健康狀態參與演出。

### 逸話
- 喜歡海豚，曾經想過要當飼育員。
- 在配音現場時好像是『被欺負的角色』。
- 曾有一段時間很喜歡收集Haro，在自家中有各種種類的Haro。
- 讀過的漫畫中，最喜歡『潮與虎』。
- 在遊戲『王牌投手 振臂高揮－或許可以成為真正的王牌』的鍛鍊周邊視野的訓練中留下了33秒的紀錄。
- 非常喜歡唱歌。
- 在學生時代有被裝扮成女生過。
- 2008年獲得聲優獎男優部門新人賞。
- 在『王牌投手 振臂高揮』的活動『我們的夏天不會結束』中，被谷山紀章說像熊貓一樣「看起來很可愛可是眼睛很可怕」。
- 有一個姊姊和一個妹妹。[1]
- 和梶裕貴組成團體「BRAVE WING」。
- 和木村良平&江口拓也組成歌唱團體「Trignal」（Kiramune所屬）。

## 參與作品
※粗體字為主要角色

### 電視動畫
2007年
- ef - a tale of memories.（部員A）
- 王牌投手 振臂高揮（三橋廉）
- 鐵馬少年（少年）
- 機神大戰（州倭慎吾）
- 結界師（男同學）
- 現視研（男A、男L）
- 守護甜心！（山田）
- 逮捕令（内田、不良、少年）
- NANA（學生）
- 交響情人夢（野田佳孝）
- 南家三姊妹（少年A、男子A）
- 物怪（カマイタチ的手下）
- 灣岸Mid-Night Maximum Tune（原田）

2008年
- 我家三姐妹（遊樂園的哥哥）
- CHAOS;HEAD（將軍）
- かたつむリンピック（バフィ）
- 死後文（町屋翔太）
- 守護甜心！！心跳（山田）
- S・A特優生（山本純）
- 楚楚可憐超能少女組（武）
- 網絡精靈PIPOPA（松下修造）
- Battle Spirits 少年突破馬神（學生D）
- BAMBOO BLADE（藤村）
- 死神（菅之木愁）
- ぷるるんっ!しずくちゃん（ヒカルくん）
- 女神異聞錄 ～三位一體之魂～（玖珠若櫻、玖珠椎葉）
- 魔法學園MA（孝昌）
- CODE-E（麻織弟）
- World Destruction ~世界撲滅的六人~（男子）

2009年
- 明日的與一!（少年B）
- 地下城與勇士（カゴン）
- 豹頭王傳說（レムス）
- 閃亮雙胞胎（青春團C）
- 守護甜心！！心跳（霧島冬樹）
- 學生會的一存（男學生）
- 光速大冒險PIPOPA（社員）
- 初戀限定。（男子部員B）
- 夢色蛋糕師（花房五月）
- 戀愛班長（内木謝意男）

2010年
- 最後大魔王（三輪寬）
- 王牌投手 振臂高揮 ～夏季大會篇～（三橋廉）
- 戰鬥陀螺 鋼鐵奇兵 爆（達姆雷）
- MM一族（日村雪之丞）
- 忍者亂太郎（諸泉尊奈門（第二代））

2011年
- 卡片戰鬥先導者（先導愛知）
- 青之驅魔師（寶）
- 紙箱戰機（ピンキー）
- TIGER & BUNNY（Tony）
- 我們沒有羽翼（羽田鷹志）
- 女神異聞錄4（小西尚紀）

2012年
- 足球騎士（的場薰）
- 黃昏乙女×失憶幽靈（新谷貞一）
- 聖靈家族（諾瓦(Nova)）
- 超譯百人一首歌之戀（紀貫之）
- 戰國Collection（谷山薰）
- 一起一起这里那里（西原京谷）
- 刀劍神域（笹丸）
- FAIRY TAIL（魯法斯‧羅亞）
- ONE PIECE（波比）

2013年
- 花牌情緣2（駒野勉）
- 閃電十一人GO 銀河（皆帆和人）
- 歌之王子殿下 MAJI LOVE2000%（帝凪）
- 蠟筆小新（阿拓、春日部紅頭〈阿石輝夫〉）
- 革命機Valvrave（普魯）
- Free!（葉月渚）
- 八犬傳－東方八犬異聞－ 第二季（犬江仁）
- 飆速宅男（真波山岳）

2014年
- 卡片鬥爭!! 先導者第4季（先導愛知）
- FAIRY TAIL 魔導少年（2014年版）（路法斯·诺亚）
- LOVE STAGE!!（瀨名泉水）
- Free!-Eternal Summer-（葉月渚）
- 鋼彈桑（阿姆羅）
- 笑傲曇天（曇宙太郎）
- 記錄的地平線 第二期（堇星）
- 飆速宅男 GRANDE ROAD（真波山岳）

2015年
- 歌之王子殿下 第三季 真愛革命（帝凪）
- 美男高中地球防卫部LOVE!（芽川类）
- 境界觸發者（天羽月彥）

2016年
- 從前有座靈劍山（王陸）
- 赤髮白雪姬（修卡）
- 莉露莉露妖精～妖精之門～（山本浩司／山葵醋、旺財）
- 爆旋陀螺Burst（綠川犬介）
- 歌之王子殿下 真愛傳奇之星（帝凪）
- 12歲。～小小胸口的怦然心動～ 第2期（綾瀨陽日）
- 夢幻慶典（澤村唯弦）
- 夢幻慶典（澤村唯弦）

2017年
- 從前有座靈劍山 通往睿智的資格（王陸）
- 飆速宅男 NEW GENERATION（真波山岳）
- 新選組鎮魂歌 二分之一（沖田總司）
- CHAOS;CHILD（將軍）
- 喧嘩番長 乙女 -Girl Beats Boys-（鬼島光）
- 最遊記RELOAD BLAST（梠舟）
- 悠久持有者：魔法老師！ 第2部（巴薩苟）
- 如果有妹妹就好了。（惠那剎那）
- 梵諦岡奇蹟調查官（良太）
- 數碼寶貝-APP獸（策士獸）

2018年
- 妖怪手表 光影之卷(義經)
- IDOLiSH7（和泉三月）
- 飆速宅男 GLORY LINE（真波山岳）
- 驚爆危機！Invisible Victory（蓋歐）
- 千銃士（葉卡捷琳娜）
- Free!-Dive to the Future-（葉月渚）
- BAKUMATSU（沖田總司）

2019年
- 花牌情緣3（駒野勉）
- 浦島坂田船的日常（やまだぬき）

2020年
- 暗黑破壞神在身邊。（君屋響）
- IDOLiSH7 Second BEAT!（和泉三月）
- ARGONAVIS from BanG Dream! ANIMATION（御劍虎春）
- 刀劍神域 Alicization War of Underworld -THE LAST SEASON-（笹丸）

2021年
- 境界觸發者 2nd season（天羽月彥）
- IDOLiSH7 Third BEAT!（和泉三月）

2022年
- 飆速宅男 LIMIT BREAK（真波山岳）

2024年
- 七龍珠大魔（特南克斯〈迷你〉）

2025年
- 灰色：幻影扳機（春人）

### 動畫電影
2011年
- 劇場版動畫 忍者乱太郎 忍術学園 全員出動！之段（諸泉尊奈門）

2012年
- 神谷浩史、小野大輔的DearGirl～Stories～THE MOVIE（客串服務生、客串河童）

2016年
- 從好久以前就喜歡你。～告白實行委員會～（綾瀨戀雪）
- 喜歡上你的那瞬間。～告白實行委員會～（綾瀨戀雪）

2017年
- 劇場版 Free!-Timeless Medley-（葉月渚）
- 特別版 Free!-Take Your Marks-（葉月渚）

2018年
- 劇場版 七大罪 天空的囚人（索拉達）

2019年
- 灰色：幻影扳機 THE ANIMATION（春人）

2020年
- 灰色：幻影扳機 THE ANIMATION Stargazer（春人）

2023年
- 劇場版IDOLiSH7-偶像星願- LIVE 4bit BEYOND THE PERiOD（和泉三月）

2025年
- IDOLiSH7-偶像星願- First BEAT! 劇場總集篇 前篇（和泉三月）
- IDOLiSH7-偶像星願- First BEAT! 劇場總集篇 後篇（和泉三月）

### OVA
2000年代
- CLUSTER EDGESecret Episode（2006年，學生）
- 限定少女。（2009年，男子A）

2010年代
- 模型戰士鋼彈模型製作家 起始G（2010年，伊禮晴）
- 今際之國的闖關者 game1 ♣3「梅花三」（2014年，勢川張太）
- LOVE STAGE!!（2014年，瀨名泉水）
- 眷戀你的溫柔（2014年，柚子）
- 今際之國的闖關者 game2 ♠5「黑桃五」（2014年，勢川張太）
- 今際之國的闖關者 game3 ♥7「紅心七」（2015年，勢川張太）
- 飆速宅男 SPARE BIKE（2016年，真波山岳）
- 無節操 Bitch社（2018年，明美圭一）
- Free!－Dive to the Future－第0話（2018年，葉月渚）

### 網路動畫
- 終末的女武神II（2023年，沖田總司）

### 遊戲
- 王牌投手 振臂高揮－或許可以成為真正的王牌（三橋廉）
- CHAOS;HEAD（將軍）
- BLAZER DRIVE（シュンヤ）
- [PC]晨曦时，梦见兮（祇王）
- [PC]Noise -voice of snow-（页面存档备份，存于）（ロウ）
- [PS2]VitaminZ（日语：VitaminZ）（多智花八雲）
  - [PSP]VitaminZ Revolution
  - [PSP]VitaminXtoZ
- [PS2]苍黑之楔 绯色的碎片3（凛）
  - [PS2]苍黑之楔 绯色的碎片3
  - [PSP]苍黑之楔 绯色的碎片3 携带版
  - [PSP]苍黑之楔 绯色的碎片3 迎向明天 携带版
- [PS2]锻造师 黑翼之章（日语：カヌチ）
  - [PSP]锻造师 双翼
- [PS2]RealRode（索马里）
  - [PSP]RealRode 携带版
- [PS2]夏空的独白（篠原凉太）
- [DS]好逑少女2 两个翠！？（麻布满）
- [PSP]Starry☆Sky ～in Summer～ 携带版（小熊伸也）
- [PS2]风色海浪（赛玖·方克）
- （PS3）無盡傳奇（裘特‧瑪提斯（ジュード・マティス））
- [PSP]十三支演義 〜偃月三國伝〜（張蘇双）
- [PS3]时间与永远（德雷克）
- [PSP]SUMMON NIGHT 5（ダイス）
- [PSP]Snow Bound Land（クラエス）
- [PSP]黒雪姫～スノウ・ブラック～]（ミラー）
- [PSP]屍體派對系列 (黑崎健介)
- アイドリッシュセブン (IDOLiSH7)（和泉三月）
- 文豪與鍊金術師（宮澤賢治）
- 在茜色的世界中與君詠唱（蘇我入鹿）
- 陰陽師（兔丸）
- 刀劍亂舞（謙信景光）
- 甜點王子2 （星原 慧）
- 寶可夢大師（阿馴）

### 廣播劇CD
- 管耳猫（重神未來）
- 選擇死亡的柯萊特（宙斯）

## 註解
1. ↑  出自『悠幻の学び舎Radio』第12回。
2. ↑  . アニメ「ちるらん にぶんの壱」公式サイト.   [2016-11-25]. （原始内容存档于2016-11-25）.
3. ↑  . TVアニメ「喧嘩番長乙女」公式サイト.   [2016-12-09]. （原始内容存档于2017-02-11）.
4. ↑  . 電視動畫「如果有妹妹就好了。」官網.   [2017-07-19]. （原始内容存档于2017-07-11）.
5. ↑  . 電視動畫「IDOLiSH7」官網.   [2017-09-11]. （原始内容存档于2017-09-10）.
6. ↑  . 電視動畫「BAKUMATSU」官方網站.   [2018-03-24]. （原始内容存档于2018-08-23）.
7. ↑  . MANTANWEB. 2018-02-25  [2018-02-25]. （原始内容存档于2018-02-25）.
8. ↑  . Comic Natalie. 2021-12-08  [2021-12-08]. （原始内容存档于2021-12-08） （日语）.
9. ↑  . MANTANWEB. 2024-10-19  [2024-10-19] （日语）.
10. ↑  . Comic Natalie. 2024-12-02  [2024-12-02] （日语）.
11. ↑  . Comic Natalie. 2023-01-07  [2023-01-07] （日语）.
12. 1 2  . Comic Natalie. 2025-04-30  [2025-04-30] （日语）.

## 外部連結
- 事務所介紹 （页面存档备份，存于）（日語）
- B・W・B（页面存档备份，存于）（日語）
- ゆうき と つばさの た・ま・ご（梶裕貴・代永翼公式Blog）（日語）